# DeWitt Clinton High School
DeWitt Clinton High School est un école public situé à New-York, dans le Bronx.

## Référence
- (en) Cet article est partiellement ou en totalité issu de l’article de Wikipédia en anglais intitulé « DeWitt Clinton High School » (voir la liste des auteurs).